# Gloria di Maria Assunta e santi
La Gloria di Maria Assunta e santi è un dipinto olio su tela (17 m² circa) di Francesco Solimena eseguito nel 1705 circa e conservato presso la chiesa di San Girolamo delle Monache di Napoli.

## Storia e descrizione
Fu la famiglia Carafa (è infatti visibile ai due angoli bassi della tela lo stemma dei Carafa della Stadera) a commissionare al Solimena il grande dipinto da destinare al monastero delle monache francescane terziarie regolari; forse perché una rappresentante della famiglia Carafa era in quegli anni badessa proprio in quel monastero.
La grande tela di 17 m², dall'alto in basso, raffigura in un'architettura fantastica, caratterizzata da colonne, fuga d'archi, lesene e balaustre: la Vergine gloriosa assunta in cielo, tre figure di santi all'altezza della balaustra (si tratta di san Girolamo, in rosso a sinistra, un papa domenicano o san Benedetto, in nero al centro, e san Giovanni da Capestrano, a destra con una bandiera); Francesco d’Assisi che in piedi consegna la Regola ad un gruppo di Sante Clarisse (con Elisabetta d'Ungheria, donna con la corona); una coppia in conversazione (forse un D'Angiò con Leopoldo d'Ungheria).